# Cryptotis eckerlini
Cryptotis eckerlini és una espècie d'eulipotifle de la família de les musaranyes. És endèmica del Cerro Cucurucho, a l'est de la Sierra Madre de Guatemala, on viu a altituds d'aproximadament 2.640 msnm. Té una llargada de cap a gropa de 75 ± 2 mm i la cua d'un 38% de la llargada de cap a gropa. El seu hàbitat natural són les selves nebuloses. Fou anomenada en honor del naturalista estatunidenc Ralph P. Eckerlin. Com que fou descoberta fa poc, encara no se n'ha avaluat l'estat de conservació.